# Anadiu
Anadiu (gr. Αναδιού) – wieś w Republice Cypryjskiej, w dystrykcie Pafos. W 2011 roku liczyła 17 mieszkańców.